# Ходжа Али Рыза
Ходжа Али Рыза (1858, Ускюдар — 20 марта 1930, Ускюдар) — турецкий художник и художественный педагог, известный в первую очередь своими импрессионистскими пейзажами и архитектурными картинами.

## Биография
Его отец был майором кавалерии и любителем каллиграфом. После завершения начального образования, Рыза учился в военном лицее Кулели, затем в Турецкой военной академии, где он учился рисованию у Османа Нури Паши и Сулеймана Сейида. В 1881 году он получил награду от Султана Абдул-Хамида II. Три года спустя, он закончил обучение в звании лейтенанта и был назначен помощником Нури Паши. Он планировал продолжить учебу в Неаполе, но пришлось отменить эти планы из-за эпидемии холеры там.

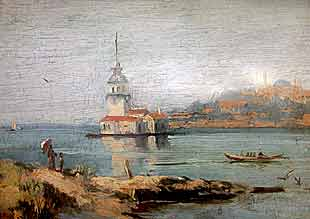
Девичья башня (1894)

В 1891 году он вошел в состав правительственной комиссии по изучению турецко-исламских артефактов. Четыре года спустя он был произведён в чин колгасы (старший капитан) и он начал работать в качестве дизайнера на новом Императорском фарфоровом заводе. Он также работал с Фаусто Зонаро, который преподавал живопись жене местного сановника во дворце Йылдыз.
Во время Греко-турецкой войны, он был художником-баталистом в Ионии. В 1903 году он служил в комиссии по созданию Музея древностей. Шесть лет спустя он стал главой «Офиса военных изданий» и служил там в течение двух лет. В те годы он был также председателем «Османской ассоциации художников». В 1911 году он вышел в отставку в чине ярбай (подполковник).

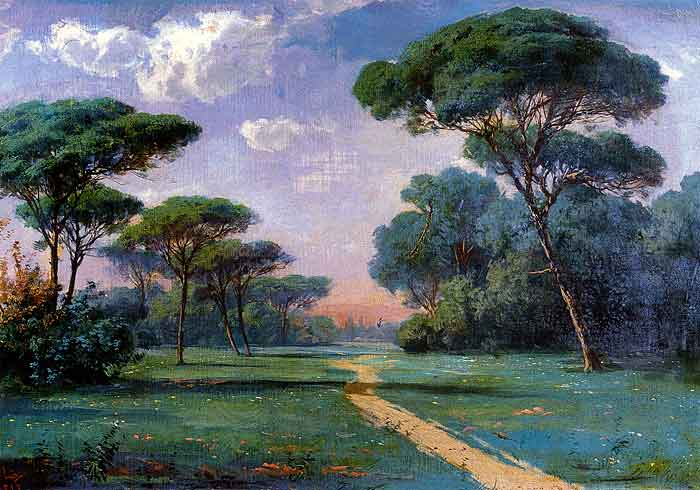
Пейзаж (1898)

В 1914 году он начал преподавать пейзажную живопись в школе изящных искусств (ныне университет изящных искусств имени Мимара Синана). После сокращения в Министерстве образования, он перешёл в среднюю школу для девочек в Чамлыдже, где он пробыл три года. Затем работал в другой школе для девочек в Ускюдар, а с 1929 года и до своей смерти работал в школе для мальчиков.
Его последняя прижизненная выставка, организованная Джелалом Эсатом Арсевеном, художником и членом парламента, состоялась в Париже в 1928 году. Работы Ходжи Али Рызы высоко ценились ещё во времена молодой Республики Турция. Спустя многие годы после смерти, его работы продолжают выставляться на государственных выставках. В 1933 году в Анкаре общество Халкевлери представило работы художника на своей первой выставке. За этим последовало ещё 16 персональных выставок, которые укрепили его репутацию как одного из важнейших пейзажистов Турции.